# حشینه
حشینه (نام علمی: Sardinella melanura) نام یک گونه از تیره شگ‌ماهیان است.